# Smouha SC
Smouha Sporting Club (arabisch نادي سموحة الرياضي, DMG Nādī Samūḥa ar-Riyāḍī), auch einfach als Smouha bekannt, ist ein ägyptischer Sportverein mit Sitz in Smouha, Alexandria, Ägypten. Der Verein ist vor allem für seine Fußballmannschaft bekannt, die derzeit in der ägyptischen Premier League, der höchsten Liga im ägyptischen Fußball, spielt.
Der Smouha SC wurde am 29. Dezember 1949 gegründet und ist benannt nach dem ersten Präsidenten und Gründer des Clubs, Joseph Smouha. Smouha war ein jüdischer Textilfabrikant, Philanthrop, Immobilienentwickler und Designer.

## Geschichte
Im Fußball belegte Smouha in der ägyptischen zweiten Liga 2008/09 den zweiten Platz. Sie standen kurz vor dem Aufstieg in die ägyptische Premier League, verloren jedoch ihr letztes Spiel gegen Kafr El-Zayat, sodass Mansoura stattdessen aufsteigen konnte. In der Zweitligasaison 2009/10 sicherte sich Smouha nach einem 7:1-Sieg gegen Abu Qair Semad am 28. April 2010 den Aufstieg in die ägyptische Premier League 2010/11.  Smouha spielte damit zum ersten Mal in seiner Geschichte in der ägyptischen Premier League. Der derzeitige Präsident des Smouha-Sportvereins ist der ägyptische Millionär und Abgeordnete Mohamed Farag Amer, Gründer und Geschäftsführer der Faragallah Group, einem Hersteller von Nahrungsmitteln. Der Verein stand in der Saison 2010/11 kurz vor dem Abstieg, konnte jedoch knapp die Klasse halten. In der Saison 2013/14 konnte der Verein den zweiten Platz belegen. 2015 nahm der Klub an der CAF Champions League teil und 2017 am CAF Confederation Cup.

## Erfolge
- Ägyptischer Vizemeister: 2013/14
- Ägyptischer Vizepokalsieger: 2014, 2017/18